# Okres Humenné
Der Okres Humenné ist eine Verwaltungseinheit im Osten der Slowakei mit 58.257 Einwohnern (Stand: 31. Dezember 2024) und einer Fläche von 754 km². Angrenzende Verwaltungseinheiten sind Okres Medzilaborce im Norden, polnischer Powiat Sanocki (Woiwodschaft Karpatenvorland) im Nordosten und die Okresy Snina im Osten, Sobrance im Südosten, Michalovce im Süden (die letzten beiden im Košický kraj), Vranov nad Topľou im Westen und Stropkov im Nordwesten.
Das Gebiet des Okres befindet sich überwiegend in den Niederen Beskiden, mit dem Bergland Ondavská vrchovina im westlichen und mittleren Teilen, dem Bergland Laborecká vrchovina in nördlichen und östlichen Teilen und dem Vorgebirge Beskydské predhorie in der Gegend von Humenné. Die südlichen Teile befinden sich im Vihorlat-Gebirge (Vihorlatské vrchy).
Der Hauptfluss ist Laborec, dessen größere Zuflüsse im Okres unter anderen die Výrava, die Udava sowie die Cirocha sind. Die westlichen Teile gehören hingegen zum Einzugsgebiet der Ondava, hier sind vor allem die Flüsse Oľka und Ondavka zu nennen.
Historisch gesehen liegt der Bezirk fast vollständig im ehemaligen Komitat Semplin, ein kleiner Teil östlich von Porúbka im heutigen Militärgebiet Valaškovce gehört zum ehemaligen Komitat Ung (siehe auch Liste der historischen Komitate Ungarns).

## Bevölkerung
| Jahr                | 1994   | 2004    | 2014    | 2024    |
| ------------------- | ------ | ------- | ------- | ------- |
| Anzahl der Personen | 64.629 | 64.620  | 63.614  | 58.257  |
| Unterschied         |        | −0,01 % | −1,55 % | −8,42 % |

| Jahr                | 2023   | 2024    |
| ------------------- | ------ | ------- |
| Anzahl der Personen | 58.688 | 58.257  |
| Unterschied         |        | −0,73 % |

## Städte
- Humenné (Homenau)

## Gemeinden
- Adidovce
- Baškovce
- Brekov
- Brestov
- Černina
- Dedačov
- Gruzovce
- Hankovce
- Hažín nad Cirochou
- Hrabovec nad Laborcom
- Hrubov
- Hudcovce
- Chlmec
- Jabloň
- Jankovce
- Jasenov
- Kamenica nad Cirochou
- Kamienka
- Karná
- Kochanovce
- Košarovce
- Koškovce
- Lackovce
- Lieskovec
- Lukačovce
- Ľubiša
- Maškovce
- Modra nad Cirochou
- Myslina
- Nechválova Polianka
- Nižná Jablonka
- Nižná Sitnica
- Nižné Ladičkovce
- Ohradzany
- Pakostov
- Papín
- Porúbka
- Prituľany
- Ptičie
- Rohožník
- Rokytov pri Humennom
- Rovné
- Ruská Kajňa
- Ruská Poruba
- Slovenská Volová
- Slovenské Krivé
- Sopkovce
- Topoľovka
- Turcovce
- Udavské
- Valaškovce
- Veľopolie
- Víťazovce
- Vyšná Jablonka
- Vyšná Sitnica
- Vyšné Ladičkovce
- Vyšný Hrušov
- Závada
- Závadka
- Zbudské Dlhé
- Zubné

Das Bezirksamt ist in Humenné.

## Kultur
In dem Artikel Denkmalgeschützte Objekte im Okres Humenné findet man Informationen über die vom slowakischen Denkmalamt geschützten Objekte im Okres.